# Comuna Berîmivți, Zboriv
Berîmivți (în ucraineană Беримівці) este o comună în raionul Zboriv, regiunea Ternopil, Ucraina, formată din satele Berîmivți (reședința) și Kudînivți.

## Demografie
Componența lingvistică a comunei Berîmivți
     Ucraineană (100%)
Conform recensământului din 2001, toată populația comunei Berîmivți era vorbitoare de ucraineană (100%).